# Atascadero (Kalifornia)
Atascadero város az USA Kalifornia államában, San Luis Obispo megyében. Lakosainak száma 29 773 fő (2020. április 1.).

## Népesség
A település népességének változása:

| 2010 | 28 310 |
| 2020 | 29 773 |